# Thamnophilidae
Famille
Les Thamnophilidae sont une famille de passereaux constituée de plus de 220 espèces vivantes. Leurs noms sont bataras, myrmidons, grisins, alapis, fourmiliers et palicours.

## Description
Ce sont des oiseaux de taille petite à moyenne (de 7,5 à 34 cm), la plupart aux ailes assez courtes et aux pattes puissantes. Beaucoup ont la queue courte, mais quelques-uns possèdent une longue queue étagée. Le bec, proportionnellement long, est crochu chez quelques espèces. Leur plumage est doux, généralement terne, mais beaucoup ont une zone colorée ou blanche sur le dos.

## Habitat et répartition
Ils vivent dans les forêts et les bois d'Amérique du Sud et Centrale.

## Liste alphabétique des genres
Selon la classification de référence du Congrès ornithologique international (version 14.1, 2024) :
- Akletos (2 espèces)
- Ammonastes (1 espèce)
- Ampelornis (1 espèce)
- Aprositornis (1 espèce)
- Batara (1 espèce)
- Biatas (1 espèce)
- Cercomacra (7 espèces)
- Cercomacroides (6 espèces)
- Clytoctantes (2 espèces)
- Cymbilaimus (2 espèces)
- Dichrozona (1 espèce)
- Drymophila (11 espèces)
- Dysithamnus (8 espèces)
- Epinecrophylla (8 espèces)
- Euchrepomis (4 espèces)
- Formicivora (9 espèces)
- Frederickena (3 espèces)
- Gymnocichla (1 espèce)
- Gymnopithys (3 espèces)
- Hafferia (3 espèces)
- Herpsilochmus (17 espèces)
- Hylophylax (3 espèces)
- Hypocnemis (8 espèces)
- Hypocnemoides (2 espèces)
- Hypoedaleus (1 espèce)
- Isleria (2 espèces)
- Mackenziaena (2 espèces)
- Megastictus (1 espèce)
- Microrhopias (1 espèce)
- Myrmelastes (8 espèces)
- Myrmoborus (5 espèces)
- Myrmeciza (1 espèce)
- Myrmochanes (1 espèce)
- Myrmoderus (5 espèces)
- Myrmophylax (1 espèce)
- Myrmorchilus (1 espèce)
- Myrmornis (1 espèce)
- Myrmotherula (25 espèces)
- Neoctantes (1 espèce)
- Oneillornis (2 espèce)
- Percnostola (2 espèces)
- Phaenostictus (1 espèce)
- Phlegopsis (3 espèces)
- Pithys (2 espèces)
- Poliocrania (1 espèce)
- Pygiptila (1 espèce)
- Pyriglena (5 espèces)
- Radinopsyche (1 espèce)
- Rhegmatorhina (5 espèces)
- Rhopias (1 espèce)
- Rhopornis (1 espèce)
- Sakesphoroides (1 espèce)
- Sakesphorus (2 espèces)
- Sciaphylax (2 espèces)
- Sclateria (1 espèce)
- Sipia (4 espèces)
- Taraba (1 espèce)
- Thamnistes (2 espèces)
- Thamnomanes (4 espèces)
- Thamnophilus (30 espèces)
- Terenura (2 espèces)
- Willisornis (2 espèces)
- Xenornis (1 espèce)

## Liste phylogénique des espèces
Selon la classification de référence du Congrès ornithologique international (version 8.1, 2018) :
- genre Euchrepomis Bravo, Remsen, Whitney & Brumfield, 2012
  - Euchrepomis callinota (Sclater, 1855) – Grisin à croupion roux
  - Euchrepomis humeralis (Sclater & Salvin, 1880) – Grisin à épaules rousses
  - Euchrepomis sharpei (von Berlepsch, 1901) – Grisin à croupion jaune
  - Euchrepomis spodioptila (Sclater & Salvin, 1881) – Grisin spodioptile
- genre Myrmornis Hermann, 1783
  - Myrmornis torquata (Boddaert, 1783) – Palicour de Cayenne
- genre Pygiptila Sclater, 1858
  - Pygiptila stellaris (von Spix, 1825) – Batara étoilé
- genre Thamnistes Sclater & Salvin, 1860
  - Thamnistes anabatinus Sclater & Salvin, 1860 – Batara rousset
- genre Microrhopias Sclater, 1862
  - Microrhopias quixensis (Cornalia, 1849) – Grisin étoilé
- genre Neoctantes Sclater, 1869
  - Neoctantes niger (Pelzeln, 1859) – Batara des fourrés
- genre Clytoctantes Elliot, DG, 1870
  - Clytoctantes alixii Elliot, 1870 – Batara à bec retroussé
  - Clytoctantes atrogularis Lanyon, Stotz & Willard, 1991 – Batara du Rondonia
- genre Epinecrophylla Isler, ML & Brumfield, 2006
  - Epinecrophylla fulviventris (Lawrence, 1862) – Myrmidon fauve
  - Epinecrophylla gutturalis (Sclater & Salvin, 1881) – Myrmidon à ventre brun
  - Epinecrophylla leucophthalma (Pelzeln, 1868) – Myrmidon aux yeux blancs
  - Epinecrophylla haematonota (Sclater, 1857) – (?)
  - Epinecrophylla pyrrhonota (Sclater & Salvin, 1873) – (?)
  - Epinecrophylla amazonica (von Ihering, 1905) – (?)
  - Epinecrophylla fjeldsaai (Krabbe & al, 1999) – Myrmidon de Fjeldsa
  - Epinecrophylla spodionota (Sclater & Salvin, 1880) – Myrmidon des contreforts
  - Epinecrophylla ornata (Sclater, PL, 1853) – Myrmidon orné
  - Epinecrophylla erythrura (Sclater, 1890) – Myrmidon à queue rousse
- genre Myrmorchilus Ridgway, 1909
  - Myrmorchilus strigilatus (zu Wied-Neuwied, 1831) – Grisin à dos rayé
- genre Aprositornis Isler, Bravo & Brumfield, 2013
  - Aprositornis disjuncta (Friedmann, 1945) – Alapi du Yapacana
- genre Ammonastes Isler, Bravo & Brumfield, 2013
  - Ammonastes pelzelni (Sclater, 1890) – Alapi à ventre gris
- genre Myrmophylax Todd, 1927
  - Myrmophylax atrothorax (Boddaert, 1783) – Alapi de Buffon
- genre Myrmotherula Sclater, 1858
  - Myrmotherula ignota Griscom, 1929 – Myrmidon de Griscom
  - Myrmotherula brachyura (Hermann, 1783) – Myrmidon pygmée
  - Myrmotherula surinamensis (Gmelin, 1788) – Myrmidon du Surinam
  - Myrmotherula multostriata Sclater, 1858 – Myrmidon strié
  - Myrmotherula pacifica Hellmayr, 1911 – Myrmidon du Pacifique
  - Myrmotherula cherriei von Berlepsch & Hartert, 1902 – Myrmidon de Cherrie
  - Myrmotherula klagesi Todd, 1927 – Myrmidon de Klages
  - Myrmotherula longicauda von Berlepsch & Stolzmann, 1894 – Myrmidon à ventre blanc
  - Myrmotherula ambigua Zimmer, 1932 – Myrmidon à gorge jaune
  - Myrmotherula sclateri Snethlage, 1912 – Myrmidon de Sclater
  - Myrmotherula axillaris (Vieillot, 1817) – Myrmidon à flancs blancs
  - Myrmotherula luctuosa Pelzeln, 1868 – (?)
  - Myrmotherula schisticolor (Lawrence, 1865) – Myrmidon ardoisé
  - Myrmotherula sunensis Chapman, 1925 – Myrmidon du Suno
  - Myrmotherula minor Salvadori, 1864 – Myrmidon de Salvadori
  - Myrmotherula longipennis Pelzeln, 1868 – Myrmidon longipenne
  - Myrmotherula urosticta (Sclater, 1857) – Myrmidon à queue blanche
  - Myrmotherula iheringi Snethlage, 1914 – Myrmidon d'Ihering
  - Myrmotherula fluminensis Gonzaga, 1988 – Myrmidon de Rio de Janeiro
  - Myrmotherula grisea Carriker, 1935 – Myrmidon cendré
  - Myrmotherula unicolor (Ménétries, 1835) – Myrmidon unicolore
  - Myrmotherula snowi Teixeira & Gonzaga, 1985 – Myrmidon de Snow
  - Myrmotherula behni von Berlepsch & Leverkühn, 1890 – Myrmidon de Behn
  - Myrmotherula menetriesii (d'Orbigny, 1837) – Myrmidon gris
  - Myrmotherula assimilis Pelzeln, 1868 – Myrmidon plombé
- genre Terenura Cabanis & Heine, 1860
  - Terenura maculata (zu Wied-Neuwied, 1831) – Grisin à tête rayée
  - Terenura sicki Teixeira & Gonzaga, 1983 – Grisin de Sick
- genre Myrmochanes Allen, 1889
  - Myrmochanes hemileucus (Sclater & Salvin, 1866) – Alapi noir et blanc
- genre Formicivora Swainson, 1824
  - Formicivora iheringi Hellmayr, 1909 – Grisin à bec étroit
  - Formicivora erythronotos Hartlaub, 1852 – Grisin à dos roux
  - Formicivora grisea (Boddaert, 1783) – Grisin de Cayenne
  - Formicivora intermedia Cabanis, 1847 – (?)
  - Formicivora serrana (Hellmayr, 1929) – Grisin des montagnes
  - Formicivora melanogaster Pelzeln, 1868 – Grisin à ventre noir
  - Formicivora rufa (zu Wied-Neuwied, 1831) – Grisin roux
  - Formicivora grantsaui Gonzaga, Carvalhaes & Buzzetti, 2007 – Grisin de Grantsau
- genre Stymphalornis Bornschein, Reinert & Teixera, 1995
  - Stymphalornis acutirostris Bornschein, Reinert & Teixera, 1995 – Grisin des marais
- genre Dichrozona Ridgway, 1888
  - Dichrozona cincta (Pelzeln, 1868) – Grisin sanglé
- genre Rhopias Cabanis & Heine, 1860
  - Rhopias gularis (von Spix, 1825) – Myrmidon à gorge étoilée
- genre Isleria Bravo, Chesser & Brumfield, 2012
  - Isleria hauxwelli (Sclater, 1857) – Myrmidon de Hauxwell
  - Isleria guttata (Vieillot, 1824) – Myrmidon moucheté
- genre Thamnomanes Cabanis, 1847
  - Thamnomanes ardesiacus (Sclater & Salvin, 1868) – Batara ardoisé
  - Thamnomanes saturninus (Pelzeln, 1868) – Batara saturnin
  - Thamnomanes caesius (Temminck, 1820) – Batara cendré
  - Thamnomanes schistogynus Hellmayr, 1911 – Batara bleu-gris
- genre Megastictus Ridgway, 1909
  - Megastictus margaritatus (Sclater, 1855) – Batara perlé
- genre Herpsilochmus Cabanis, 1847
  - Herpsilochmus pileatus (Lichtenstein, 1823) – Grisin à coiffe noire
  - Herpsilochmus sellowi Whitney & Pacheco, 2000 – Grisin de Sellow
  - Herpsilochmus atricapillus Pelzeln, 1868 – Grisin mitré
  - Herpsilochmus stotzi Whitney, Cohn-Haft, Bravo, Schunck & Silveira, 2013 – (?)
  - Herpsilochmus praedictus Cohn-Haft & Bravo, 2013 – (?)
  - Herpsilochmus motacilloides Taczanowski, 1874 – Grisin motacilloïde
  - Herpsilochmus parkeri Davis & O'Neill, 1986 – Grisin de Parker
  - Herpsilochmus sticturus Salvin, 1885 – Grisin givré
  - Herpsilochmus dugandi Meyer de Schauensee, 1945 – Grisin de Dugand
  - Herpsilochmus stictocephalus Todd, 1927 – Grisin de Todd
  - Herpsilochmus dorsimaculatus Pelzeln, 1868 – Grisin strié
  - Herpsilochmus roraimae Hellmayr, 1903 – Grisin du Roraima
  - Herpsilochmus pectoralis Sclater, PL, 1857 – Grisin à collier
  - Herpsilochmus longirostris Pelzeln, 1868 – Grisin à grand bec
  - Herpsilochmus gentryi Whitney & Álvarez Alonso, 1998 – Grisin de Gentry
  - Herpsilochmus axillaris (Tschudi, 1844) – Grisin à poitrine jaune
  - Herpsilochmus rufimarginatus (Temminck, 1822) – Grisin à ailes rousses
- genre Dysithamnus Cabanis, 1847
  - Dysithamnus stictothorax (Temminck, 1823) – Batara tacheté
  - Dysithamnus mentalis (Temminck, 1823) – Batara gorgeret
  - Dysithamnus striaticeps Lawrence, 1865 – Batara strié
  - Dysithamnus puncticeps Salvin, 1866 – Batara ponctué
  - Dysithamnus xanthopterus Burmeister, 1856 – Batara à dos roux
  - Dysithamnus occidentalis (Chapman, 1923) – Batara occidental
  - Dysithamnus plumbeus (zu Wied-Neuwied, 1831) – Batara plombé
  - Dysithamnus leucostictus Sclater, 1858 – Batara à points blancs
- genre Thamnophilus Vieillot, 1816
  - Thamnophilus bernardi Lesson, R, 1844 – Batara de Bernard
  - Thamnophilus melanonotus Sclater, 1855 – Batara à dos noir
  - Thamnophilus melanothorax Sclater, 1857 – Batara de Cayenne
  - Thamnophilus doliatus (Linnaeus, 1764) – Batara rayé
  - Thamnophilus zarumae Chapman, 1921 – Batara de Chapman
  - Thamnophilus multistriatus Lafresnaye, 1844 – Batara de Lafresnaye
  - Thamnophilus tenuepunctatus Lafresnaye, 1853 – Batara vermiculé
  - Thamnophilus palliatus (Lichtenstein, 1823) – Batara mantelé
  - Thamnophilus bridgesi Sclater, 1856 – Batara capucin
  - Thamnophilus nigriceps Sclater, 1869 – Batara noir
  - Thamnophilus praecox Zimmer, 1937 – Batara des cochas
  - Thamnophilus nigrocinereus Sclater, 1855 – Batara demi-deuil
  - Thamnophilus cryptoleucus (Ménégaux & Hellmayr, 1906) – Batara de Castelnau
  - Thamnophilus aethiops Sclater, 1858' – Batara à épaulettes blanches
  - Thamnophilus unicolor (Sclater, 1859) – Batara unicolore
  - Thamnophilus schistaceus d'Orbigny, 1837 – Batara à ailes unies
  - Thamnophilus murinus Sclater & Salvin, 1868 – Batara souris
  - Thamnophilus aroyae (Hellmayr, 1904) – Batara montagnard
  - Thamnophilus atrinucha Salvin & Godman, 1892 – Batara à nuque noire
  - Thamnophilus punctatus (Shaw, 1809) – Batara tacheté
  - Thamnophilus stictocephalus Pelzeln, 1868 – Batara de Natterer
  - Thamnophilus sticturus Pelzeln, 1868 – Batara à queue tachetée
  - Thamnophilus pelzelni Hellmayr, 1924 – Batara de Pelzeln
  - Thamnophilus ambiguus Swainson, 1825 – Batara de Sooretama
  - Thamnophilus amazonicus Sclater, PL, 1858 – Batara d'Amazonie
  - Thamnophilus divisorius Whitney, Oren & Brumfield, 2004 – Batara d'Acre
  - Thamnophilus insignis Salvin & Godman, 1884 – Batara à dos rayé
  - Thamnophilus caerulescens Vieillot, 1816 – Batara bleuâtre
  - Thamnophilus torquatus Swainson, 1825 – Batara à ailes rousses
  - Thamnophilus ruficapillus Vieillot, 1816 – Batara à tête rousse
- genre Sakesphorus Chubb, 1918
  - Sakesphorus canadensis (Linnaeus, 1766) – Batara huppé
  - Sakesphorus cristatus (zu Wied-Neuwied, 1831) – Batara à joues argentées
  - Sakesphorus luctuosus (Lichtenstein, 1823) – Batara luisant
- genre Biatas Cabanis & Heine, 1860
  - Biatas nigropectus (Lafresnaye, 1850) – Batara à poitrine noire
- genre Cymbilaimus Gray, 1840
  - Cymbilaimus lineatus (Leach, 1814) – Batara fascié
  - Cymbilaimus sanctaemariae Gyldenstolpe, 1941 – Batara des bambous
- genre Taraba Lesson, R, 1831
  - Taraba major (Vieillot, 1816) – Grand Batara
- genre Mackenziaena Chubb, 1918
  - Mackenziaena leachii (Such, 1825) – Batara de Leach
  - Mackenziaena severa (Lichtenstein, 1823) – Batara othello
- genre Frederickena Chubb, C, 1918
  - Frederickena viridis (Vieillot, 1816) – Batara à gorge noire
  - Frederickena unduliger (Pelzeln, 1868) – Batara ondé
  - Frederickena fulva Zimmer, 1944 – (?)
- genre Hypoedaleus Cabanis & Heine, 1860
  - Hypoedaleus guttatus (Vieillot, 1816) – Batara moucheté
- genre Batara Lesson, 1831
  - Batara cinerea (Vieillot, 1819) – Batara géant
- genre Xenornis Chapman, 1924
  - Xenornis setifrons Chapman, 1924 – Batara masqué
- genre Pithys Vieillot, 1818
  - Pithys albifrons (Linnaeus, 1766) – Fourmilier manikup
  - Pithys castaneus Berlioz, 1938 – Fourmilier à masque blanc
- genre Phaenostictus Ridgway, 1909
  - Phaenostictus mcleannani (Lawrence, 1861) – Fourmilier ocellé
- genre Gymnopithys Bonaparte, 1857
  - Gymnopithys bicolor (Lawrence, 1863) – Fourmilier bicolore
  - Gymnopithys leucaspis (Sclater, 1855) – Fourmilier à joues blanches
  - Gymnopithys rufigula (Boddaert, 1783) – Fourmilier à gorge rousse
- genre Oneillornis Isler, Bravo & Brumfield, 2014
  - Oneillornis salvini (von Berlepsch, 1901) – Fourmilier de Salvin
  - Oneillornis lunulatus (Sclater & Salvin, 1873) – Fourmilier lunulé
- genre Rhegmatorhina Ridgway, 1888
  - Rhegmatorhina gymnops Ridgway, 1888 – Fourmilier fuligineux
  - Rhegmatorhina berlepschi (Snethlage, 1907) – Fourmilier arlequin
  - Rhegmatorhina hoffmannsi (Hellmayr, 1907) – Fourmilier à poitrine blanche
  - Rhegmatorhina cristata (Pelzeln, 1868) – Fourmilier à huppe marron
  - Rhegmatorhina melanosticta (Sclater & Salvin, 1880) – Fourmilier chevelu
- genre Phlegopsis Reichenbach, 1850
  - Phlegopsis nigromaculata (d'Orbigny & Lafresnaye, 1837) – Fourmilier maculé
  - Phlegopsis erythroptera (Gould, 1855) – Fourmilier à miroir roux
  - Phlegopsis borbae Hellmayr, 1907 – Fourmilier à face pâle
- genre Willisornis Agne & Pacheco, 2007
  - Willisornis poecilinotus (Cabanis, 1847) – (?)
  - Willisornis vidua (Hellmayr, 1905) – (?)
- genre Drymophila Swainson, 1824
  - Drymophila ferruginea (Temminck, 1822) – Grisin rouilleux
  - Drymophila rubricollis (Bertoni, AW, 1901) – Grisin de Bertoni
  - Drymophila genei (de Filippi, 1847) – Grisin à queue rousse
  - Drymophila ochropyga (Hellmayr, 1906) – Grisin à croupion ocre
  - Drymophila malura (Temminck, 1825) – Grisin malure
  - Drymophila squamata (Lichtenstein, 1823) – Grisin écaillé
  - Drymophila devillei (Ménégaux & Hellmayr, 1906) – Grisin de Deville
  - Drymophila hellmayri Todd, 1915 – (?)
  - Drymophila klagesi Hellmayr & Seilern, 1912 – (?)
  - Drymophila caudata (Sclater, 1855) – Grisin à longue queue
  - Drymophila striaticeps Chapman, 1912 – (?)
- genre Hypocnemis Cabanis, 1847
  - Hypocnemis cantator (Boddaert, 1783) – Alapi carillonneur
  - Hypocnemis flavescens Sclater, 1865 – Alapi flavescent
  - Hypocnemis peruviana Taczanowski, 1884 – Alapi de Taczanowski
  - Hypocnemis subflava Cabanis, 1873 – Alapi soufré
  - Hypocnemis ochrogyna Zimmer, 1932 – Alapi ocré
  - Hypocnemis striata (von Spix, 1825) – Alapi de Spix
  - Hypocnemis rondoni Whitney & al, 2013 – (?)
  - Hypocnemis hypoxantha Sclater, 1869 – Alapi à sourcils jaunes
- genre Sciaphylax Isler, Bravo & Brumfield, 2013
  - Sciaphylax hemimelaena (Sclater, 1857) – Alapi rougequeue
  - Sciaphylax castanea (Zimmer, 1932) – Alapi de Zimmer
- genre Cercomacroides Tello & al, 2014
  - Cercomacroides laeta (Todd, 1920) – Grisin de Willis
  - Cercomacroides parkeri (Graves, 1997) – Grisin de Graves
  - Cercomacroides nigrescens (Cabanis & Heine, 1860) – Grisin noirâtre
  - Cercomacroides fuscicauda (Zimmer, 1931) – (?)
  - Cercomacroides tyrannina (Sclater, 1855) – Grisin sombre
  - Cercomacroides serva (Sclater, 1858) – Grisin noir
- genre Cercomacra Sclater, PL, 1858
  - Cercomacra manu Fitzpatrick & Willard, 1990 – Grisin du Manu
  - Cercomacra brasiliana Hellmayr, 1905 – Grisin du Brésil
  - Cercomacra cinerascens (Sclater, 1857) – Grisin ardoisé
  - Cercomacra melanaria (Ménétries, 1835) – Grisin du Mato Grosso
  - Cercomacra ferdinandi Snethlage, 1928 – Grisin de Bananal
  - Cercomacra nigricans Sclater,1858 – Grisin de jais
  - Cercomacra carbonaria Sclater & Salvin, 1873 – Grisin charbonnier
- genre Myrmoderus Ridgway, 1909
  - Myrmoderus ferrugineus (Statius Müller, 1776) – Alapi à cravate noire
  - Myrmoderus eowilsoni Moncrieff & al, 2018 – (?)
  - Myrmoderus ruficauda (zu Wied-Neuwied, 1831) – Alapi barbu
  - Myrmoderus loricatus (Lichtenstein, 1823) – Alapi cuirassé
  - Myrmoderus squamosus (Pelzeln, 1868) – Alapi écaillé
- genre Hypocnemoides Bangs & Penard, 1918
  - Hypocnemoides melanopogon (Sclater, 1857) – Alapi à menton noir
  - Hypocnemoides maculicauda (Pelzeln, 1868) – Alapi riverain
- genre Hylophylax Ridgway, 1909
  - Hylophylax naevioides (Lafresnaye, 1847) – Fourmilier grivelé
  - Hylophylax naevius (Gmelin, 1789) – Fourmilier tacheté
  - Hylophylax punctulatus (Des Murs, 1856) – Fourmilier perlé
- genre Sclateria Oberholser, 1899
  - Sclateria naevia (Gmelin, 1788) – Alapi paludicole
- genre Myrmelastes Sclater, PL, 1858
  - Myrmelastes hyperythrus (Sclater, 1855) – Alapi plombé
  - Myrmelastes schistaceus (Sclater, 1858) – Alapi ardoisé
  - Myrmelastes leucostigma (Pelzeln, 1868) – Alapi ponctué
  - Myrmelastes humaythae (Hellmayr, 1907) – Alapi d'Humaita
  - Myrmelastes brunneiceps (Zimmer, 1931) – Alapi à tête brune
  - Myrmelastes rufifacies (Hellmayr, 1929) – Alapi à face rousse
  - Myrmelastes saturatus (Salvin, 1885) – Alapi des tépuis
  - Myrmelastes caurensis (Hellmayr, 1906) – Alapi du Caura
- genre Poliocrania Isler, Bravo & Brumfield, 2013
  - Poliocrania exsul (Sclater, 1859) – Alapi à dos roux
- genre Ampelornis Isler, Bravo & Brumfield, 2013
  - Ampelornis griseiceps (Chapman, 1923) – Alapi à tête grise
- genre Sipia Hellmayr, 1924
  - Sipia berlepschi (Hartert, 1898) – Alapi à queue courte
  - Sipia nigricauda (Salvin & Godman, 1892) – Alapi d'Esmeraldas
  - Sipia palliata (Todd, 1917) – (?)
  - Sipia laemosticta (Salvin, 1865) – Alapi tabac
- genre Myrmeciza Gray, GR, 1841
  - Myrmeciza longipes (Swainson, 1825) – Alapi à ventre blanc
- genre Myrmoborus Cabanis & Heine, 1860
  - Myrmoborus melanurus (Sclater & Salvin, 1866) – Alapi à queue noire
  - Myrmoborus lophotes (Hellmayr & Seilern, 1914) – Alapi huppé
  - Myrmoborus myotherinus (von Spix, 1825) – Alapi masqué
  - Myrmoborus leucophrys (Tschudi, 1844) – Alapi à sourcils blancs
  - Myrmoborus lugubris (Cabanis, 1847) – Alapi lugubre
- genre Gymnocichla Sclater, PL, 1858
  - Gymnocichla nudiceps (Cassin, 1850) – Alapi à tête nue
- genre Pyriglena Cabanis, 1847
  - Pyriglena leuconota (von Spix, 1824) – Alapi à dos blanc
  - Pyriglena atra (Swainson, 1825) – Alapi noir
  - Pyriglena leucoptera (Vieillot, 1818) – Alapi demoiselle
- genre Rhopornis Richmond, 1902
  - Rhopornis ardesiacus (zu Wied-Neuwied, 1831) – Alapi de Bahia
- genre Percnostola Cabanis & Heine, 1860
  - Percnostola rufifrons (Gmelin, 1789) – Alapi à tête noire
  - Percnostola arenarum Isler, Álvarez Alonso, Isler & Whitney, 2001 – Alapi du varillal
- genre Akletos Dunajewski, 1948
  - Akletos melanoceps (von Spix, 1825) – Alapi à épaules blanches
  - Akletos goeldii (Snethlage, 1908) – Alapi de Goeldi
- genre Hafferia Isler, Bravo & Brumfield, 2013
  - Hafferia fortis (Sclater & Salvin, 1868) – Alapi fuligineux
  - Hafferia immaculata (Lafresnaye, 1845) – Alapi immaculé
  - Hafferia zeledoni (Ridgway, 1909) – Alapi de Zeledon